# Magicicada
Magicicada is een geslacht van insecten dat behoort tot de cicaden en de infraorde zingcicadeachtigen (Cicadomorpha). Er zijn zeven soorten, die allemaal voorkomen in het oosten van de Verenigde Staten. 
De cicaden hebben een sterk afwijkende ontwikkelingscyclus ten opzichte van andere insecten vanwege de lange ontwikkelingstijd en het gesynchroniseerde uitsluipen van de nimfen. Van de zeven soorten hebben er drie een ontwikkelingsduur van 17 jaar, de overige vier soorten hebben een cyclus van 13 jaar. Opmerkelijk is dat alle nimfen eens in de dertien of zeventien jaar gedurende enkele weken allemaal bovengronds komen, waarbij enorme hoeveelheden cicades tegelijk te zien zijn. 
De nimfen leven al die tijd ondergronds van de wortels van planten, en als ze volledig zijn ontwikkeld komen ze bovengronds om uit hun larvenhuid te scheuren waarna ze volwassen zijn en zich kunnen voortplanten. De volwassen dieren eten niet veel en richten zich voornamelijk op de voortplanting.
 Een cyclus van een priemgetal-aantal jaren biedt het voordeel dat die niet vaak samenvalt met de cyclus van predatoren. 

## Soorten
De cicaden met 13- of 17-jarige levenscycli behoren allemaal tot het geslacht Magicicada, en komen alleen voor in Noord-Amerika ten oosten van de Mississippi. De 7 soorten overlappen elkaar maar zelden wat verspreidingsgebied betreft.
Soorten met een 17-jarige cyclus
- Magicicada septendecim (Linnaeus, 1758)
- Magicicada cassini (Fisher, 1851)
- Magicicada septendecula Alexander & Moore, 1962

Soorten met een 13-jarige cyclus
- Magicicada tredecim (Walsh & Riley, 1868)
- Magicicada neotredecim Marshall and Cooley, 2000
- Magicicada tredecassini Alexander & Moore, 1962
- Magicicada tredecula Alexander & Moore, 1962

Iedere soort met een 17-jarige cyclus heeft minstens één soort met een 13-jarige cyclus die in uiterlijk en gedrag sterk lijkt of zelfs alleen op grond van de lengte van de levenscyclus en geografische verspreiding is te onderscheiden.

## Broods
De verschillende jaargangen van deze cicaden met hun lange levenscycli worden aangeduid met het Engelse woord brood, wat legsel of generatie betekent, met daarachter een Romeins cijfer. Deze aanduiding gaat terug op de Amerikaanse entomoloog Charles Lester Marlatt die vanaf 1893 de verschillende jaargangen nummerde met de cijfers I tot XVII (1 tot 17) voor populaties met een 17-jarige cyclus en XVIII tot XXX (18 tot 30) voor populaties met een 13-jarige cyclus. Niet al deze broods zijn ook werkelijk gevonden en twee zijn uitgestorven. In het algemeen verschijnen in de broods alle of meerdere soorten met de betreffende cyclus, 
Een bekende uitbraak vond plaats in 2004 en betrof brood X, de Michigancicade. Deze brood steekt qua aantallen, geografisch verspreidingsgebied en grootte van de periodieke cicaden met kop en schouders boven alle andere soorten uit; enorme hoeveelheden dieren zwermen wekenlang in de lucht. In juni 2004 was er een uitbarsting van nimfen van deze cicade. Elke zeventien jaar komt de enige generatie van de soort uit de grond om zich voort te planten; de nimfen hebben een soort biologische klok die ze vertelt wanneer ze uit moeten komen. 